# Karl Friedrich Funk von Senftenau

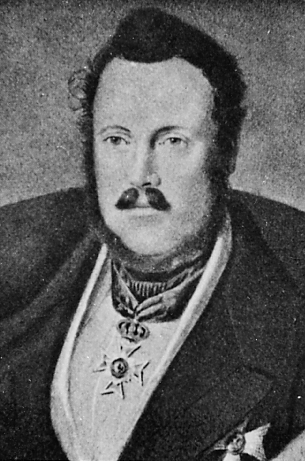
Karl Friedrich Funk von Senftenau

Karl Friedrich Funk von Senftenau  (* 1748 in Ansbach; † 26. März 1828 in Blomberg) war ein deutscher Hofmarschall und von 1810 bis 1828 Kanzler im Fürstentum Lippe und damit Regierungschef.
Er war ab 1774 Regierungsrat. Als am 6. Januar 1810 der lippische Kanzler Dietrich August König aus Lemgo verstarb, wurde Funk von Senftenau dessen Nachfolger. Anders als König war von Senftenau aber für Fürstin Pauline (1802 bis 1820 Regentin) keine Autorität und sie übernahm vorzugsweise selbst die Regierungsgeschäfte. Nach kurzer Krankheit verstarb Karl Friedrich Funk von Senftenau am 26. März 1828, noch vor Vollendung seines 81. Lebensjahres. Sein Nachfolger als Regierungschef wurde Friedrich Wilhelm Helwing.
Karl Friedrich Funk von Senftenau war verheiratet mit Christine Hildebrand. Ihr Sohn war der Schlosshauptmann und spätere Hofmarschall Carl August Stephan Heinrich Funck von Senftenau (* 26. November 1792 in Detmold; † 7. Januar 1856 ebenda), dieser heiratete 1827 Julie von Meysenbug, die älteste Schwester Malwida von Meysenbugs.